# Olympische Sommerspiele 2020/Teilnehmer (Kambodscha)
| Gelbes Symbol für Goldmedaillen mit stilisierten Olympischen Ringen | Graues Symbol für Silbermedaillen mit stilisierten Olympischen Ringen | Braundes Symbol für Bronzemedaillen mit stilisierten Olympischen Ringen |
| ------------------------------------------------------------------- | --------------------------------------------------------------------- | ----------------------------------------------------------------------- |
| —                                                                   | —                                                                     | —                                                                       |

Kambodscha nahm an den Olympischen Spielen 2020 in Tokio mit drei Sportlern in zwei Sportarten teil. Es war die insgesamt zehnte Teilnahme an Olympischen Sommerspielen.

## Teilnehmer nach Sportarten

### Leichtathletik
Laufen und Gehen 
| Athleten   | Wettbewerb | Qualifikation | Qualifikation | Vorläufe      | Vorläufe      | Halbfinale    | Halbfinale    | Finale        | Finale        | Rang |
| Athleten   | Wettbewerb | Zeit          | Rang          | Zeit          | Rang          | Zeit          | Rang          | Zeit          | Rang          | Rang |
| ---------- | ---------- | ------------- | ------------- | ------------- | ------------- | ------------- | ------------- | ------------- | ------------- | ---- |
| Männer     |            |               |               |               |               |               |               |               |               |      |
| Pen Sokong | 100 m      | 11,02 s       | 18            | ausgeschieden | ausgeschieden | ausgeschieden | ausgeschieden | ausgeschieden | ausgeschieden | 71   |

### Schwimmen
| Athleten             | Wettbewerb    | Vorlauf | Vorlauf | Halbfinale    | Halbfinale    | Finale        | Finale        | Rang |
| Athleten             | Wettbewerb    | Zeit    | Rang    | Zeit          | Rang          | Zeit          | Rang          | Rang |
| -------------------- | ------------- | ------- | ------- | ------------- | ------------- | ------------- | ------------- | ---- |
| Frauen               |               |         |         |               |               |               |               |      |
| Kheun Bunpichmorakat | 50 m Freistil | 29,42 s | 65      | ausgeschieden | ausgeschieden | ausgeschieden | ausgeschieden | 65   |
| Männer               |               |         |         |               |               |               |               |      |
| Hem Puch             | 50 m Freistil | 24,91 s | 52      | ausgeschieden | ausgeschieden | ausgeschieden | ausgeschieden | 52   |